# 陶文瑜
陶文瑜（1963年5月—2019年12月3日），江苏苏州人，中国作家、诗人、书法家。中国作家协会会员，《苏州杂志》主编。

## 生平
1963年生于苏州，1983年在苏州大学结业，1996年进入苏州杂志社，先后创作诗歌、散文作品，兼攻书画。2006年加入中国作家协会。主要作品有《纸上的园林》《苏式滋味》《徽州十记·太湖十记》《红莲白藕》等。